# Цихави
Цихави (пол. Cichawy) — село в Польщі, у гміні Сонськ Цехановського повіту Мазовецького воєводства.
Населення — 99 осіб (2011).
У 1975-1998 роках село належало до Цехановського воєводства.

## Демографія
Демографічна структура станом на 31 березня 2011 року:
|          | Загалом | Допрацездатний вік | Працездатний вік | Постпрацездатний вік |
| -------- | ------- | ------------------ | ---------------- | -------------------- |
| Чоловіки | 50      | 9                  | 31               | 10                   |
| Жінки    | 49      | 12                 | 21               | 16                   |
| Разом    | 99      | 21                 | 52               | 26                   |